# Columbio
Columbio é um município de  primeira classe de renda municipal (d) na província Sultan Kudarat, nas Filipinas. De acordo com o censo de 1 de maio  de  2020 possui uma população de 33 527 pessoas e 8 149 domicílios.